# Alma, Novi Meksiko
Alma je neuključeno područje u okrugu Catronu u američkoj saveznoj državi Novom Meksiku.

## Povijest
Alma je naselje zanimljive povijesti. Narednik američke vojske James C. Cooney koji je u ovom okrugu u gorju Mogollonu našao naslage zlata i srebra, postavio je osnove naseljenog mjesta u ovom kraju, ali nije ga razvio. Satnik Birney kupio je naselje od njega i nazvao ga po svojoj majci Almi. Američka pošta 1831. je godine ovdje otvorila svoj ured. Divlja gomila Butcha Cassidyja i Sundance Kida boravila je u ovom kraju jedno kratko vrijeme, jer je radila u obližnjem WS ranču. Prema izvješćima, predradnik i upravitelj ranča bili su zadovoljni njima jer otkako su oni došli raditi na taj ranč, prestale su krađe stoke.
Tom Ketchum, Harvey Logan i očuh Billyja Kida William Antrim također su jedno vrijeme živjeli u Almi. Umjetnik Olaf Wieghorst radio je na ranču Cunninghamu blizu Alme.
Dvije milje sjeverno od Alme nalazi se groblje vrste brdo čizama (Boot Hill).
Chiricahua Apači prepadom su napali doseljeničke domove u okolici Alme travnja 1880. godine i ubili 41 osobu. Događaj je poznat kao pokolj u Almi.

## Danas
Odjel za turizam Novog Meksika tretira ovo naselje kao grad duhova. Ovo naselje na U.S. Route 180 ima restoran i malu prodavaonicu te nekoliko raštrkanih kuća. U blizini je groblje s više od sto grobova koji datiraju od 1880-ih do danas. Dobro očuvana mjesta označena su ručno izrađenim znacima. Nekoliko je drugih grobalja u okolici, kao groblje kod ranča WS i Cooneyev grob (Cooney's Tomb).
Naselje se nalazi usred divljinskog područja Plavog gorja (Blue Range), koji je dio nacionalne šume Gile u Meksiku i nacionalne šume Apache-Sitgreaves u Arizoni.
1998. godine Služba za ribu i divlje životinje SAD ponovo je dovela meksičkog sivog vuka u njegov povijesni habitat, među koje spada i kraj oko Alme. Rančeri su izrazili zabrinutost zbog toga što bi uvođenje vuka moglo utjecati na mjesnu stoku, dok okolišari (environmentalisti) tvrde da rančeri ne čuvaju dobro svoja krda. Tema vukova vruće je političko pitanje ovog kraja.

## Stanovništvo
S obzirom na to da 2000. nije imao stanovnika, spada u "gradove duhova".
Nije posebno zabilježen u podatcima popisa stanovništva 2010. godine.